# 335

## Narození
- ? – Flavius Magnus Maximus, římský císař († 28. srpna 388)

## Úmrtí
- 31. prosince – Silvestr I., 33. papež katolické církve

## Hlava státu
- Papež – Silvestr I. (314–335)
- Římská říše – Constantinus I. (306–337)
- Perská říše – Šápúr II. (309–379)
- Kušánská říše – Šaka (305–335) » Kipunada (335–350)